# جام خیریه انگلستان ۲۰۰۵

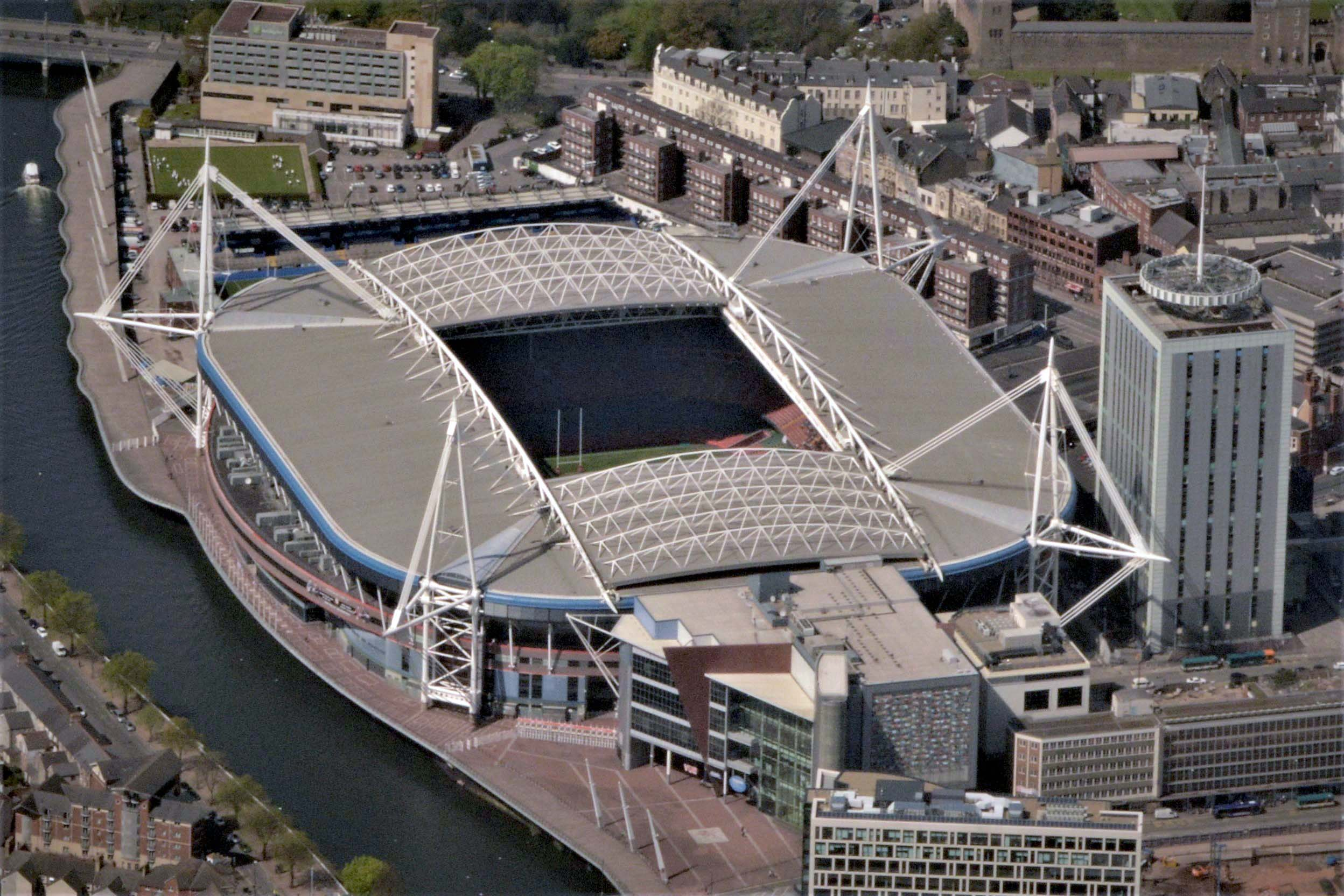
ورزشگاه ملنیوم، محل برگزاری بازی فینال

 جام خیریه انگلستان ۲۰۰۵ ، ۸۳امین رقابت سالانه مابین قهرمانان لیگ برتر انگلستان و جام حذفی فوتبال انگلستان است. 
این مسابقه در تاریخ ۷ اوت ۲۰۰۵ مابین تیم‌های آرسنال و چلسی در ورزشگاه ملنیوم کاردیف برگزار شده‌است. تیم چلسی در این مسابقه توانست با نتیجه دو بر یک به پیروزی برسد.

## جزئیات مسابقه
| چلسی           | ۲ – ۱ | آرسنال      |
| -------------- | ----- | ----------- |
| دروگبا ۸'، ۵۸' | گزارش | فابرگاس ۶۴' |